# Wyciążkowo
Wyciążkowo (niem. Witschenske) – wieś w Polsce położona w województwie wielkopolskim, w powiecie leszczyńskim, w gminie Lipno.
W dokumentach z 1393 zachował się Jakub z Wyciążkowa, procesujący się z Jakuszem Konarzewskim o dochody ze wsi. Później właścicielami byli Przybińscy i Leszczyńscy. Wieś szlachecka Wycziąskowo położona była w 1581 roku w powiecie kościańskim województwa poznańskiego. W 1793 właścicielem był gen. Turno. Pod koniec XIX wieku liczyło 6 domów i 48 mieszkańców, z czego 7 było katolikami. W miejscowości istniała szkoła ewangelicka; katolicy korzystali ze szkoły w Goniembicach. Wieś była własnością Jana Franciszka Zaremby Jaraczewskiego, który posiadał także inne wsie. W latach 1975–1998 miejscowość administracyjnie należała do województwa leszczyńskiego.
W Wyciążkowie znajduje się zabytkowy dwór z I poł. XIX wieku, neoklasycystyczny, lecz mocno przebudowany. Inne części zespołu dworskiego nie zachowały się.
Pomiędzy Wyciążkowem a Goniembicami leży rezerwat przyrody Dolinka.